# Indiscret (siège)
Pour les articles homonymes, voir Indiscret.

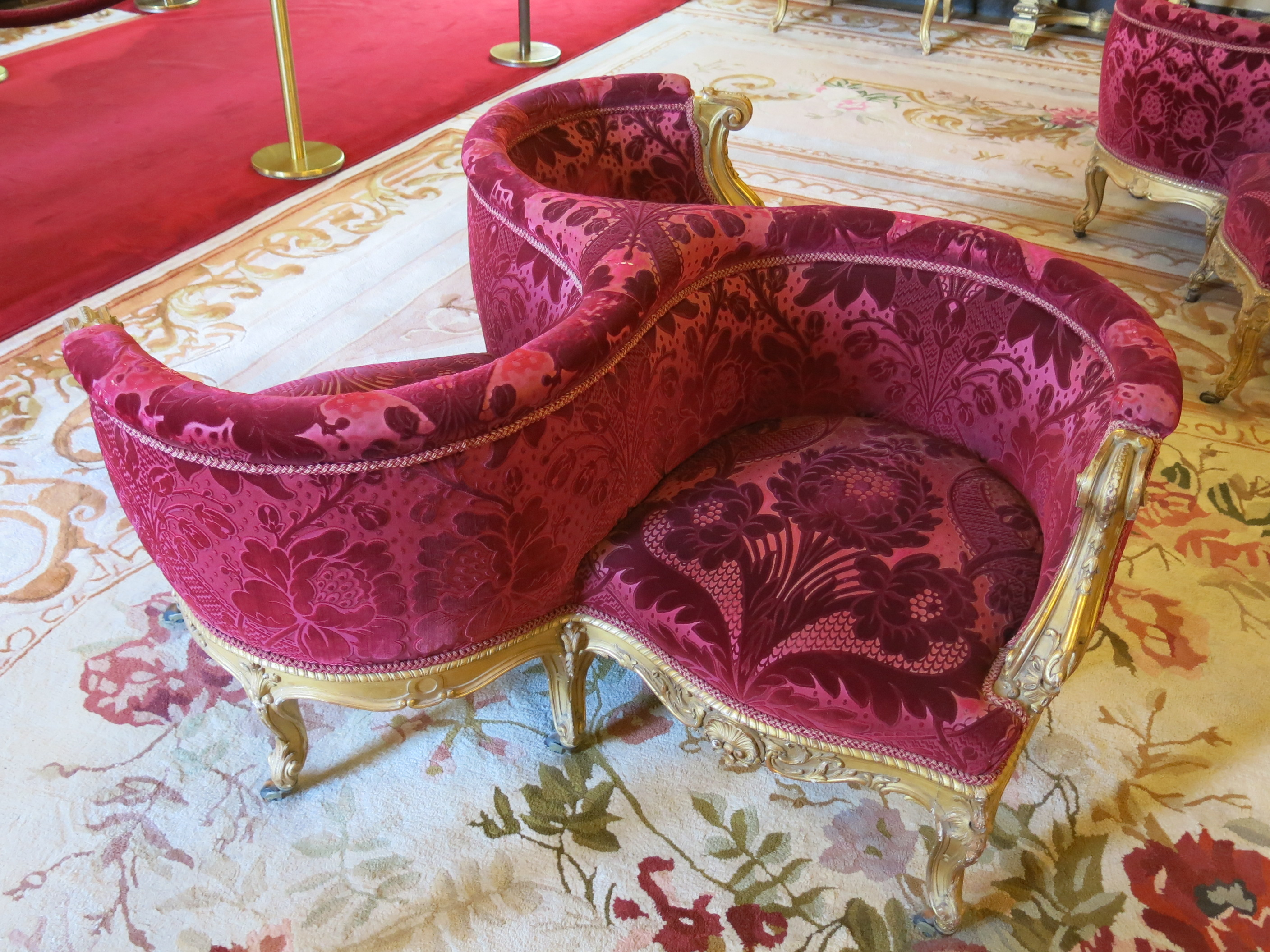
Indiscret dans les appartements Napoléon III du Louvre.

Un indiscret, est un meuble où trois fauteuils sont accolés en forme de feuille de trèfle.

## Description
Il permet à trois personnes de discuter sans avoir à tourner la tête. Ce meuble est une invention du Second Empire. Il peut comporter jusqu'à quatre sièges.
Quand il n'en comporte que deux, on parle de confident.
Le nom de confident évoque une conversation discrète entre deux personnes. Le nom d'indiscret évoque l'écoute que peut réaliser une troisième personne présente sur le troisième siège.